# Эйткин (округ)
Э́йткин (англ. Aitkin County) — округ в штате Миннесота, США. Административный центр и крупнейший город — Эйткин. По переписи 2000 года в округе проживают 15 301 человек. Площадь — 5168 км², из которых 4712,2 км² — суша, а 455,8 км² — вода. Плотность населения составляет 3 чел./км².

## История
Округ был основан в 1857 году.